# Quercus tabajdiana
Quercus tabajdiana là một loài thực vật có hoa trong họ Cử. Loài này được Simonk. miêu tả khoa học đầu tiên năm 1886.